# Villotte-devant-Louppy
Villotte-devant-Louppy és un municipi francès situat al departament del Mosa i a la regió del Gran Est. L'any 2007 tenia 149 habitants.

## Demografia

### Població
El 2007 la població de fet de Villotte-devant-Louppy era de 149 persones. Hi havia 63 famílies, de les quals 22 eren unipersonals (7 homes vivint sols i 15 dones vivint soles), 22 parelles sense fills i 19 parelles amb fills.
La població ha evolucionat segons el següent gràfic:
Habitants censats

### Habitatges
El 2007 hi havia 79 habitatges, 67 eren l'habitatge principal de la família, 8 eren segones residències i 5 estaven desocupats. 78 eren cases i 1 era un apartament. Dels 67 habitatges principals, 55 estaven ocupats pels seus propietaris, 7 estaven llogats i ocupats pels llogaters i 4 estaven cedits a títol gratuït; 7 tenien tres cambres, 18 en tenien quatre i 42 en tenien cinc o més. 44 habitatges disposaven pel capbaix d'una plaça de pàrquing. A 35 habitatges hi havia un automòbil i a 19 n'hi havia dos o més.

### Piràmide de població
La piràmide de població per edats i sexe el 2009 era:
| Homes | Edats   | Dones |
| ----- | ------- | ----- |
| 0     | 95 o +  | 0     |
| 0     | 90 a 94 | 0     |
| 0     | 85 a 89 | 0     |
| 0     | 80 a 84 | 4     |
| 0     | 75 a 79 | 0     |
| 8     | 70 a 74 | 4     |
| 4     | 65 a 69 | 8     |
| 4     | 60 a 64 | 4     |
| 0     | 55 a 59 | 4     |
| 4     | 50 a 54 | 4     |
| 4     | 45 a 49 | 0     |
| 12    | 40 a 44 | 16    |
| 12    | 35 a 39 | 8     |
| 8     | 30 a 34 | 4     |
| 8     | 25 a 29 | 12    |
| 0     | 20 a 24 | 0     |
| 8     | 15 a 19 | 8     |
| 16    | 10 a 14 | 4     |
| 4     | 5 a 9   | 12    |
| 12    | 0 a 4   | 8     |

## Economia
El 2007 la població en edat de treballar era de 89 persones, 64 eren actives i 25 eren inactives. De les 64 persones actives 60 estaven ocupades (36 homes i 24 dones) i 5 estaven aturades (2 homes i 3 dones). De les 25 persones inactives 6 estaven jubilades, 6 estaven estudiant i 13 estaven classificades com a «altres inactius».

### Ingressos
El 2009 a Villotte-devant-Louppy hi havia 64 unitats fiscals que integraven 157 persones, la mediana anual d'ingressos fiscals per persona era de 16.744 €.

### Activitats econòmiques
Dels 8 establiments que hi havia el 2007, 1 era d'una empresa de fabricació d'altres productes industrials, 1 d'una empresa de comerç i reparació d'automòbils, 2 d'empreses d'informació i comunicació, 1 d'una empresa de serveis i 3 d'entitats de l'administració pública.
L'any 2000 a Villotte-devant-Louppy hi havia 5 explotacions agrícoles.

## Poblacions més properes
El següent diagrama mostra les poblacions més properes.